# Dorothee Parker
Dorothee Parker, geborene Dorothea Glöklen bzw. Dorothee Glöcklen, Pseudonym Norma Townes (* 11. März 1938 in Köln-Riehl als Dorothea Glöklen) ist eine deutsche Schauspielerin und Geschäftsfrau.

## Leben und Wirken
Die gebürtige Dorothea Glöklen begann unter dem leicht veränderten Namen Dorothee Glöcklen Theater zu spielen und trat 1959 ihre ersten Festengagements am Westfälischen Landestheater Castrop-Rauxel und in Recklinghausen (Ruhrfestspiele) an. Noch im selben Jahr entdeckte der Trashfilm-Produzent Wolf C. Hartwig die Schwarzhaarige und setzte sie in den kommenden fünf Jahren als attraktiven Blickfang im Gros der von ihm produzierten Filme ein.
Spielte Dorothee Glöcklen bis 1961 (Das Mädchen mit den schmalen Hüften) stets unter ihrem eigenen Namen, so verpasste ihr Hartwig, der bald ihr Ehemann wurde, noch im selben Jahr das internationaler klingende Pseudonym Dorothee Parker (beginnend mit Haß ohne Gnade). Parkers Rollentypus war anfänglich oft das des dekorativen Anhängsels an der Seite des starken Helden, das aus großer Gefahr gerettet wurde; sie durfte aber in späteren Jahren auch die verruchte femme fatale oder eine skrupellose Gangsterbraut verkörpern. Seit sie unter Parker firmierte, sprach die Schauspielerin in den deutschen Fassungen der international coproduzierten Hartwig-Filme nicht mehr mit der eigenen Stimme, sondern wurde von Rosemarie Fendel synchronisiert.
Mit ihrer Trennung von Hartwig beendete Dorothee Glöcklen schlagartig ihre Filmarbeit und baute als Dorothea Parker mit ihrem Geschäftspartner Sebastian Sed (Namensgeber der Sedcard) ab Mitte der 1960er Jahre in Hamburg eine Modelagentur („Parker-Sed Model Agency“) auf, die bis 1993 bestand. Danach verliert sich ihre Spur.

## Filmografie (komplett)
- 1959: Die gute Sieben (Fernsehfilm)
- 1960: Endstation Rote Laterne
- 1960: Der Satan lockt mit Liebe
- 1960: Ein Toter hing im Netz
- 1960: … und keiner schämte sich
- 1960: Flitterwochen in der Hölle
- 1960: Die Insel der Amazonen
- 1961: Das Mädchen mit den schmalen Hüften
- 1962: Haß ohne Gnade
- 1962: Heißer Hafen Hongkong
- 1962: Zwischen Schanghai und St. Pauli
- 1963: Der schwarze Panther von Ratana
- 1963: Die Flußpiraten vom Mississippi
- 1964: Die Diamantenhölle am Mekong
- 1964: Weiße Fracht für Hongkong
- 1964: Die große Kür
- 1964: Die Goldsucher von Arkansas
- 1969: Madame und ihre Nichte (nur Regieassistenz)
- 1971: Dem Täter auf der Spur Episode: Flugstunde